# Jos de Mul
Jos de Mul (Terneuzen, 2 januari 1956) is hoogleraar wijsgerige antropologie aan de Erasmus Universiteit Rotterdam.

## Leven en werk
De Mul studeerde filosofie, rechten en kunstgeschiedenis aan de Universiteit Utrecht en Universiteit van Amsterdam. Hij promoveerde in 1993 aan de Radboud Universiteit en is sinds 1993 hoogleraar wijsgerige antropologie en haar geschiedenis aan de Erasmus School of Philosophy, Erasmus Universiteit Rotterdam. Zijn werk bevindt zich op het raakvlak van de wijsgerige en biologische antropologie, cultuurfilosofie, techniekfilosofie en negentiende- en twintigste-eeuwse geschiedenis van de continentale wijsbegeerte.
Hij was gasthoogleraar aan de University of Michigan (2007-2008), Fudan University, Shanghai (2008) en Ritsumeikan University, Kyoto (2016). In 2012 verbleef De Mul als visiting fellow aan het Institute for Advanced Study in Princeton. Daarnaast was hij onder meer voorzitter van de International Association for Aesthetics (2007-2010) en Vizepräsident van de Helmuth Plessner Gesellschaft (2005-2011). De Mul publiceert veel, en zijn werk wordt veel vertaald en bekroond. Behalve wetenschappelijk werk publiceert hij ook regelmatig essays voor een breder publiek, onder meer in de dagbladen Trouw, NRC Handelsblad en de Volkskrant en het weekblad De Groene Amsterdammer. In 2014 schreef De Mul onder de titel Kunstmatig van nature. Onderweg naar Homo sapiens 3.0 het Essay van de Maand van de Filosofie.

## Publicaties (selectie)
- Welkom in het symbioceen. Over de verstrengeling van natuur, cultuur en techniek., Boom (2024)
- Paniek in de Polder. Polytiek in tijden van populisme. Uitgebreide en geactualiseerde editie. Rotterdam, Lemniscaat, 2017 [Oorspr. ed. 2011]. ISBN 978-90-477-0947-3
- Kunstmatig van nature. Onderweg naar Homo sapiens 3.0. Rotterdam: Lemiscaat, 2de druk, 2016. ISBN 978-90-477-0650-2
- De domesticatie van het noodlot. De wedergeboorte van de tragedie uit de geest van de technologie. Rotterdam: Lemniscaat, herziene 5de druk, inclusief nieuw voorwoord, 2016. ISBN 978-90-477-0264-1
- Destiny Domesticated. The Rebirth of Tragedy Out of the Spirit of Technology. State University of New York (SUNY) Press, 2014. ebook ISBN 1-4384-4973-9
- Cyberspace Odyssey. Towards a Virtual Ontology and Anthropology. Newcastle upon Tyne: Cambridge Scholars Publishing, 2010, 344 p. (Translation of an updated version of Cyberspace Odyssee, 2002)
- Cyberspace Odyssee. Kampen: Klement, 6de druk: 2010 [2002]
- Het romantische verlangen in (post)moderne kunst en filosofie. Kampen: Klement, 4de, met een nieuw hoofdstuk uitgebreide druk, 2007 [1990], 284 p.
- De domesticatie van het noodlot. De wedergeboorte van de tragedie uit de geest van de technologie. Kampen: Klement, 2006
- The Tragedy of Finitude. Dilthey's Hermeneutics of Life, New Haven: Yale University Press, publication, 2004
- Romantic Desire in (Post)Modern art and Philosophy. New York: State University of New York Press, 1999, 316 p. (Translation of Het romantische verlangen, 1999, revised edition with an additional Chapter:“Virtual Romantics”).
- De informatisering van het wereldbeeld. Rede ter gelegenheid van de Dies Natalis, Rotterdam: Erasmus Universiteit, 1997
- Het romantische verlangen in (post)moderne kunst en filosofie. Kampen: Kok Agora. 4e herz. druk, 2007. ISBN 978-90-77070-40-6
- Toeval. Inaugurale rede. Rotterdam: Rotterdamse Filosofische Studies, 1994. ISBN 90-70116-83-9
- De tragedie van de eindigheid. Diltheys hermeneutiek van het leven. Kampen: Kok Agora, 1993. (Proefschrift Katholieke Universiteit Nijmegen). ISBN 90-391-0540-5